# Krupina
Krupina (allemand : Karpfen, hongrois : Korpona) est une ville de la région de Banská Bystrica en Slovaquie, à 50 km au sud de Banská Bystrica. Sa population est de 7 800 (2005).

## Histoire
La plus ancienne mention de Krupina remonte à 1135.

## Démographie

### Évolution de la population
| Année:               | 1994. | 2004.   | 2014.   | 2024.   |
| -------------------- | ----- | ------- | ------- | ------- |
| Nombre de personnes: | 8060  | 7857    | 8010    | 7524    |
| Différence:          |       | -2,51 % | +1,94 % | -6,06 % |

| Année:               | 2023. | 2024.   |
| -------------------- | ----- | ------- |
| Nombre de personnes: | 7510  | 7524    |
| Différence:          |       | +0,18 % |